# Saint-Remy-sur-Bussy
Pour les articles homonymes, voir Saint-Remy.
Saint-Remy-sur-Bussy est une commune française, située dans le département de la Marne en région Grand Est.

## Géographie
|                  | Somme-Suippe         | Somme-Tourbe          |
| Bussy-le-Château | Saint-Remy-sur-Bussy | La Croix-en-Champagne |
| Courtisols       | Tilloy-et-Bellay     |                       |

La commune est située sur le bord de la Noblette.

### Hydrographie

#### Réseau hydrographique
La commune est dans la région hydrographique « la Seine du confluent de l'Oise (inclus) à l'embouchure » au sein du bassin Seine-Normandie. Elle est drainée par la Noblette,.
La Noblette, d'une longueur de 22 km, prend sa source dans la commune  et se jette  dans la Vesle à Vadenay, après avoir traversé cinq communes. 

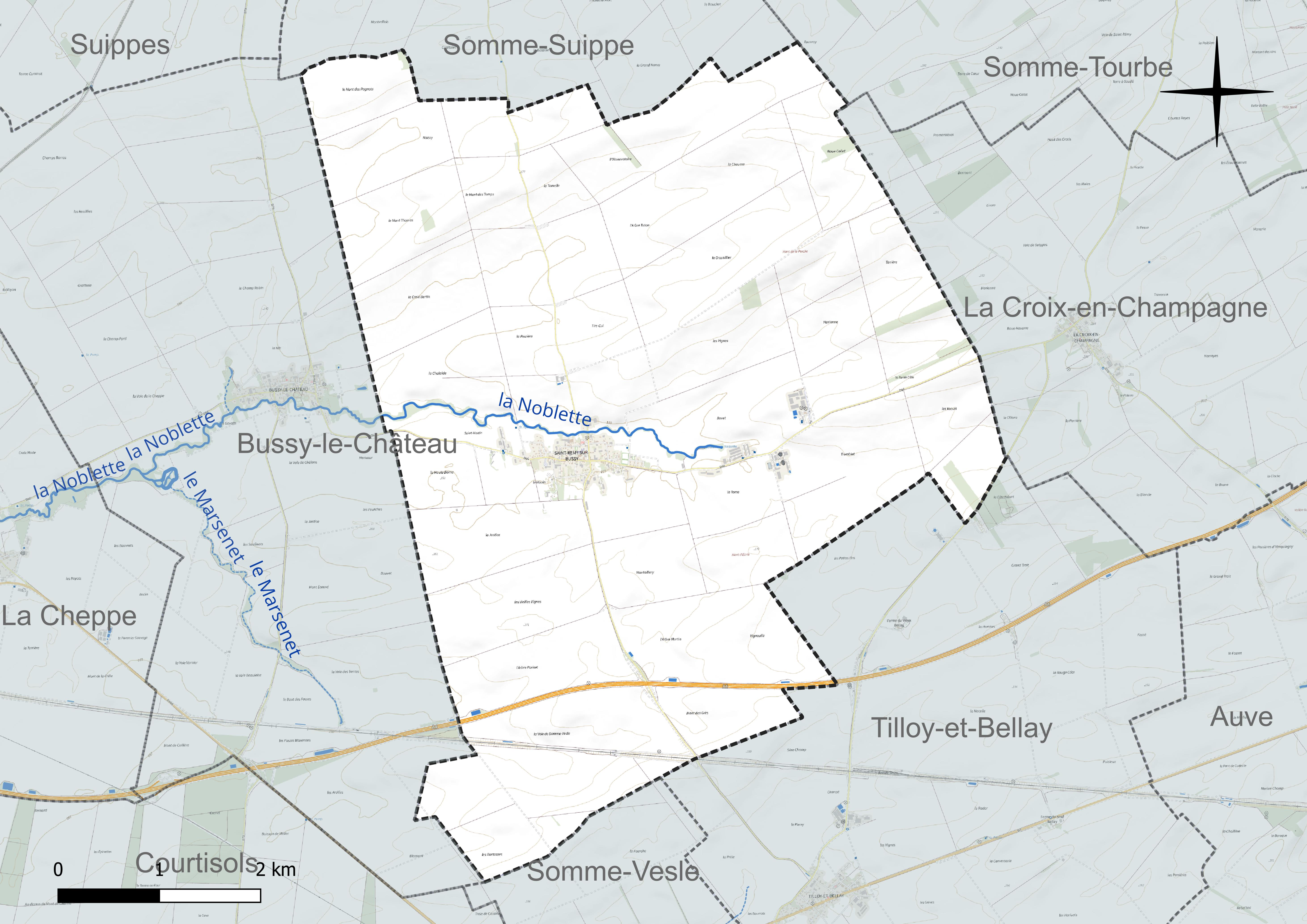
Réseau hydrographique de Saint-Remy-sur-Bussy.

#### Gestion et qualité des eaux
Le territoire communal est couvert par le schéma d'aménagement et de gestion des eaux (SAGE) « Aisne Vesle Suippe ». Ce document de planification, dont le territoire s’étend sur 3 096 km2 répartis sur trois départements (Aisne, Marne et Ardennes) et deux régions (Champagne-Ardenne et Picardie), a été approuvé le 16 décembre 2013. La structure porteuse de l'élaboration et de la mise en œuvre est le Syndicat d’aménagement des bassins Aisne Vesle Suippe (SIABAVES). 
La qualité des cours d’eau peut être consultée sur un site dédié géré par les agences de l’eau et l’Agence française pour la biodiversité. 

### Climat
Pour des articles plus généraux, voir Climat du Grand Est et Climat de la Marne.
En 2010, le climat de la commune est de type climat océanique dégradé des plaines du Centre et du Nord, selon une étude du Centre national de la recherche scientifique s'appuyant sur une série de données couvrant la période 1971-2000. En 2020, Météo-France publie une typologie des climats de la France métropolitaine dans laquelle la commune est exposée à un climat océanique altéré et est dans la région climatique  Nord-est du bassin Parisien, caractérisée par un ensoleillement médiocre, une pluviométrie moyenne régulièrement répartie au cours de l’année et un hiver froid (3 °C). 
Pour la période 1971-2000, la température annuelle moyenne est de 10,2 °C, avec une amplitude thermique annuelle de 16,2 °C. Le cumul annuel moyen de précipitations est de 774 mm, avec 12,2 jours de précipitations en janvier et 8,6 jours en juillet. Pour la période 1991-2020, la température moyenne annuelle observée sur la station météorologique de Météo-France la plus proche, « Somme-Vesle », sur la commune de Somme-Vesle à 8 km à vol d'oiseau, est de 10,7 °C et le cumul annuel moyen de précipitations est de 782,0 mm. 
La température maximale relevée sur cette station est de 41,5 °C, atteinte le 25 juillet 2019 ; la température minimale est de −17,6 °C, atteinte le 21 février 1994,,. 
Les paramètres climatiques de la commune ont été estimés pour le milieu du siècle (2041-2070) selon différents scénarios d'émission de gaz à effet de serre à partir des nouvelles projections climatiques de référence DRIAS-2020. Ils sont consultables sur un site dédié publié par Météo-France en novembre 2022.

## Urbanisme

### Typologie
Au 1er janvier 2024, Saint-Remy-sur-Bussy est catégorisée commune rurale à habitat dispersé, selon la nouvelle grille communale de densité à sept niveaux définie par l'Insee en 2022.
Elle est située hors unité urbaine. Par ailleurs la commune fait partie de l'aire d'attraction de Châlons-en-Champagne, dont elle est une commune de la couronne,. Cette aire, qui regroupe 97 communes, est catégorisée dans les aires de 50 000 à moins de 200 000 habitants,.

### Occupation des sols
L'occupation des sols de la commune, telle qu'elle ressort de la base de données européenne d’occupation biophysique des sols Corine Land Cover (CLC), est marquée par l'importance des territoires agricoles (98,7 % en 2018), une proportion sensiblement équivalente à celle de 1990 (98,8 %). La répartition détaillée en 2018 est la suivante : 
terres arables (98,7 %), zones urbanisées (1,3 %). L'évolution de l’occupation des sols de la commune et de ses infrastructures peut être observée sur les différentes représentations cartographiques du territoire : la carte de Cassini (XVIIIe siècle), la carte d'état-major (1820-1866) et les cartes ou photos aériennes de l'IGN pour la période actuelle (1950 à aujourd'hui).

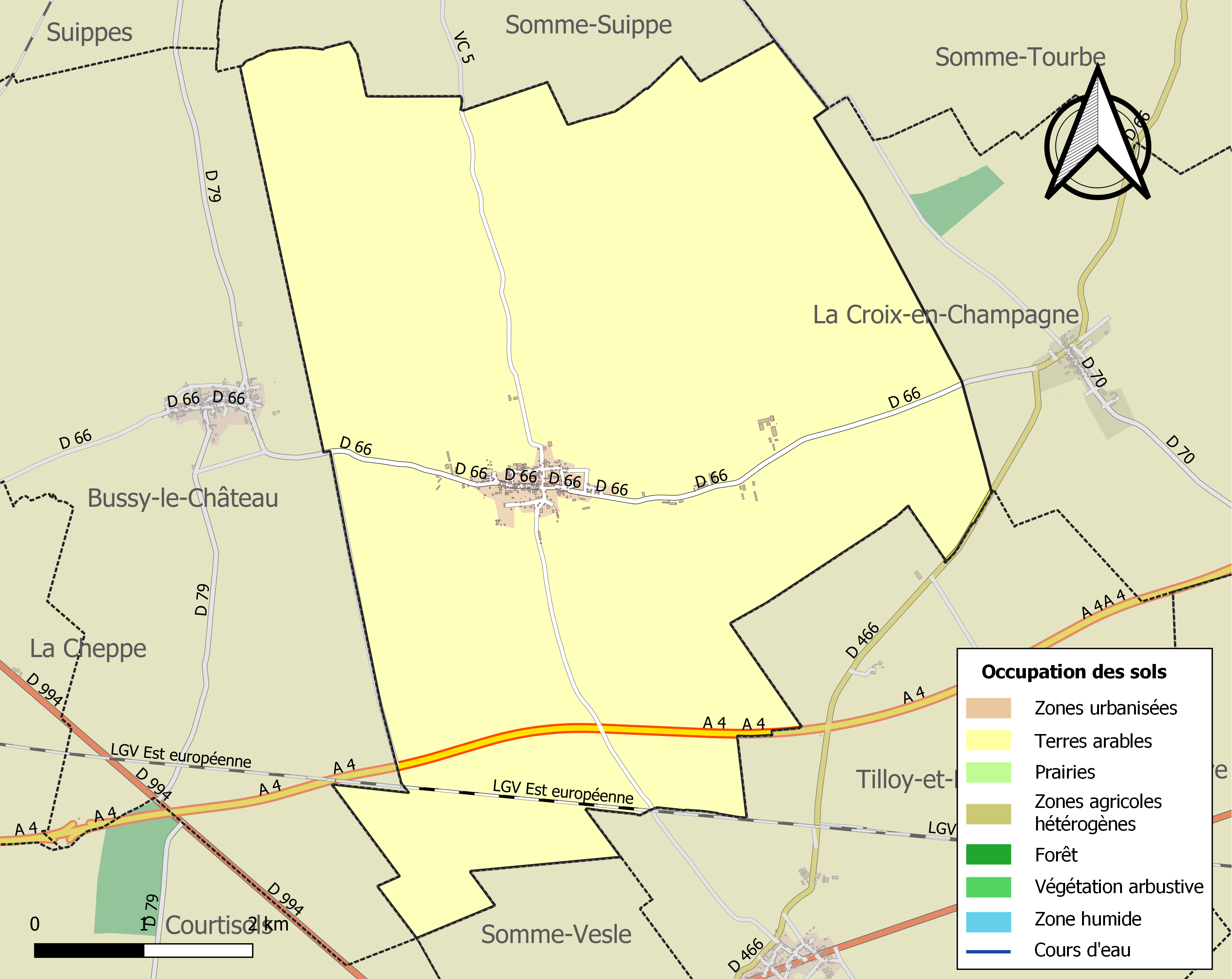
Carte des infrastructures et de l'occupation des sols de la commune en 2018 (CLC).

## Toponymie
Le nom de la localité est attesté sous les formes Sanctus Remigius (1179) ; Saint-Remi, Seint-Remi (vers 1222) ; Sanctus Remigius villa (1244) ; Saint-Remei deleiz Bussey (1263) ; Sanctus Remigius juxta Buxiacum (128.) ; Saint-Remi delez Bussy-le-Chastel (1366) ; Saint-Remy lès Bussy (1397) ; Sanctus Remigius super Bussiacum (1485) ; Saint-Remi en son Buissi (1457) ; Sainct-Remy en Sonbucy (1484) ; Sainct-Remy en son Bucy (1505) ; Sanctus Remigius supra Bussiacum (1546) ; Saint-Remy-soubz-Bussy (1602) ; Saint-Remy-soubz-Suippe (1614) ; Somme-Remy-sur-Bussy (1793) ; Somremy sur Bussy-les-Mottes (1794).

Saint-Remy est un hagiotoponyme qui fait référence à Remi de Reims.
Saint-Remy est à l'est de Bussy-le-Château. 

## Histoire
Au cours de la Révolution française, la commune porta provisoirement les noms de Somme-Bussy, de Somme-Remy-sur-Bussy-les-Mottes et de Somremy-sur-Bussy.

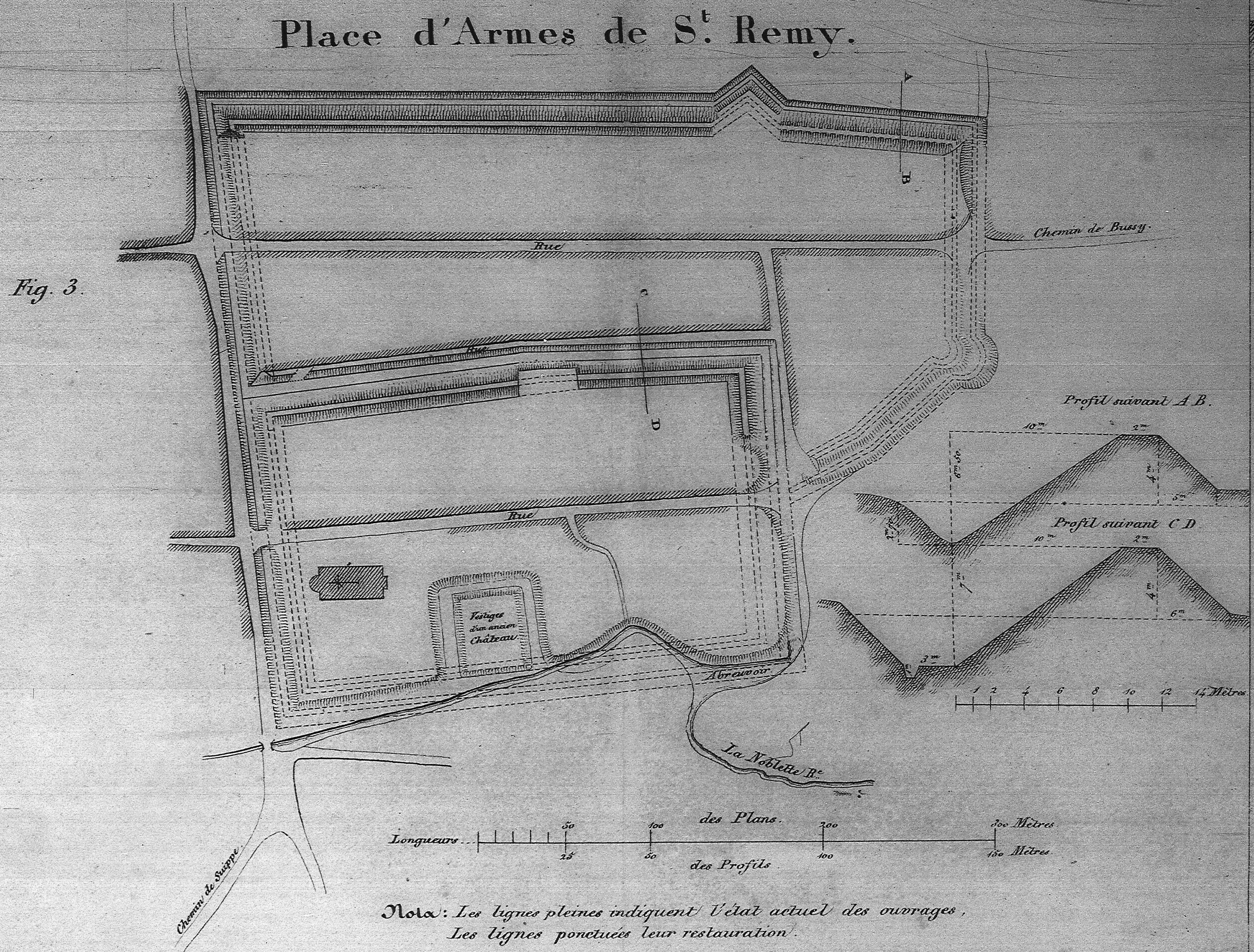
Place d'arme de Saint-Remy.

## Politique et administration
Par décret du 29 mars 2017, l'arrondissement de Sainte-Menehould est supprimée et la commune est intégrée le 31 mars 2017 à l'arrondissement de Châlons-en-Champagne.

### Intercommunalité
La commune, antérieurement membre de la communauté de communes de la Région de Suippes, est membre depuis le 1er janvier 2014 de la communauté de communes de Suippe et Vesle.
En effet, conformément aux prévisions du schéma départemental de coopération intercommunale (SDCI) de la Marne du 15 décembre 2011,, les communautés de communes CC de la région de Suippes et CC des sources de la Vesle ont fusionné le 1er janvier 2014 afin de former la nouvelle communauté de communes de Suippe et Vesle.

### Liste des maires
| Période                                  | Période                       | Identité        | Étiquette | Qualité                                                                                  |
| ---------------------------------------- | ----------------------------- | --------------- | --------- | ---------------------------------------------------------------------------------------- |
| Les données manquantes sont à compléter. |                               |                 |           |                                                                                          |
| 1965                                     | 1983                          | Roger Collard   |           |                                                                                          |
| 1983                                     | mars 2001                     | Bernard Hermant |           |                                                                                          |
| mars 2001                                | mars 2014                     | Bernard Thomas  |           |                                                                                          |
| mars 2014                                | En cours (au 2 décembre 2020) | Jacky Hermant   | MoDem     | Vice-président de la CC de la Région de Suippes (2017 → ) Réélu pour le mandat 2020-2026 |

|}

## Démographie
L'évolution du nombre d'habitants est connue à travers les recensements de la population effectués dans la commune depuis 1793. Pour les communes de moins de 10 000 habitants, une enquête de recensement portant sur toute la population est réalisée tous les cinq ans, les populations de référence des années intermédiaires étant quant à elles estimées par interpolation ou extrapolation. Pour la commune, le premier recensement exhaustif entrant dans le cadre du nouveau dispositif a été réalisé en 2008.

En 2022, la commune comptait 329 habitants, en évolution de −4,08 % par rapport à 2016 (Marne : −1,19 %, France hors Mayotte : +2,11 %).
| 1793 | 1800 | 1806 | 1821 | 1831 | 1836 | 1841 | 1846 | 1851 |
| ---- | ---- | ---- | ---- | ---- | ---- | ---- | ---- | ---- |
| 463  | 496  | 503  | 466  | 505  | 534  | 575  | 519  | 564  |

| 1856 | 1861 | 1866 | 1872 | 1876 | 1881 | 1886 | 1891 | 1896 |
| ---- | ---- | ---- | ---- | ---- | ---- | ---- | ---- | ---- |
| 487  | 478  | 459  | 443  | 432  | 411  | 389  | 377  | 346  |

| 1901 | 1906 | 1911 | 1921 | 1926 | 1931 | 1936 | 1946 | 1954 |
| ---- | ---- | ---- | ---- | ---- | ---- | ---- | ---- | ---- |
| 328  | 329  | 331  | 270  | 275  | 262  | 262  | 261  | 291  |

| 1962 | 1968 | 1975 | 1982 | 1990 | 1999 | 2006 | 2008 | 2013 |
| ---- | ---- | ---- | ---- | ---- | ---- | ---- | ---- | ---- |
| 317  | 281  | 242  | 266  | 306  | 301  | 334  | 343  | 333  |

| 2018 | 2022 | - | - | - | - | - | - | - |
| ---- | ---- | - | - | - | - | - | - | - |
| 343  | 329  | - | - | - | - | - | - | - |

## Lieux et monuments

### L'église

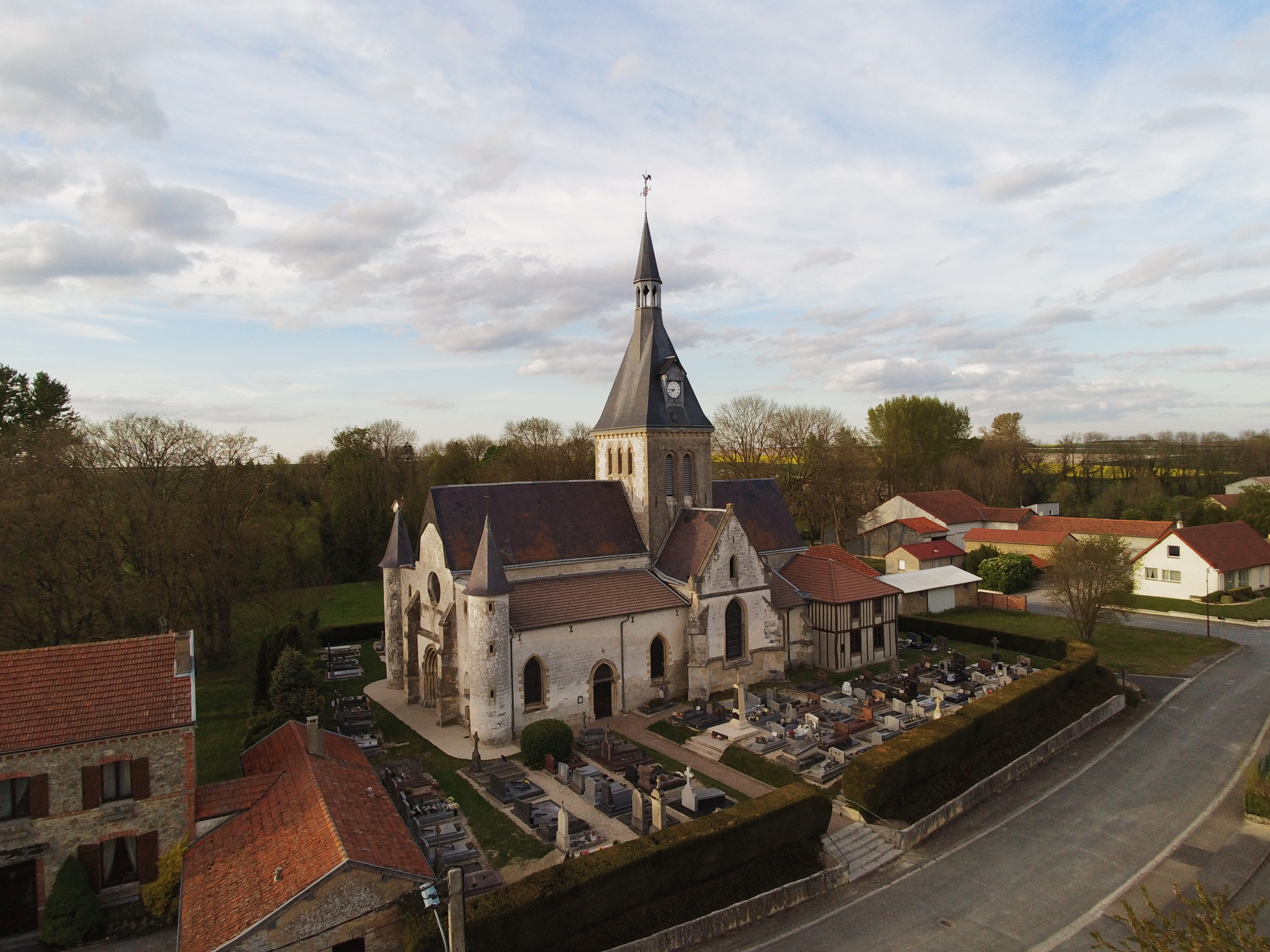
Église de Saint-Rémy-sur-Bussy.

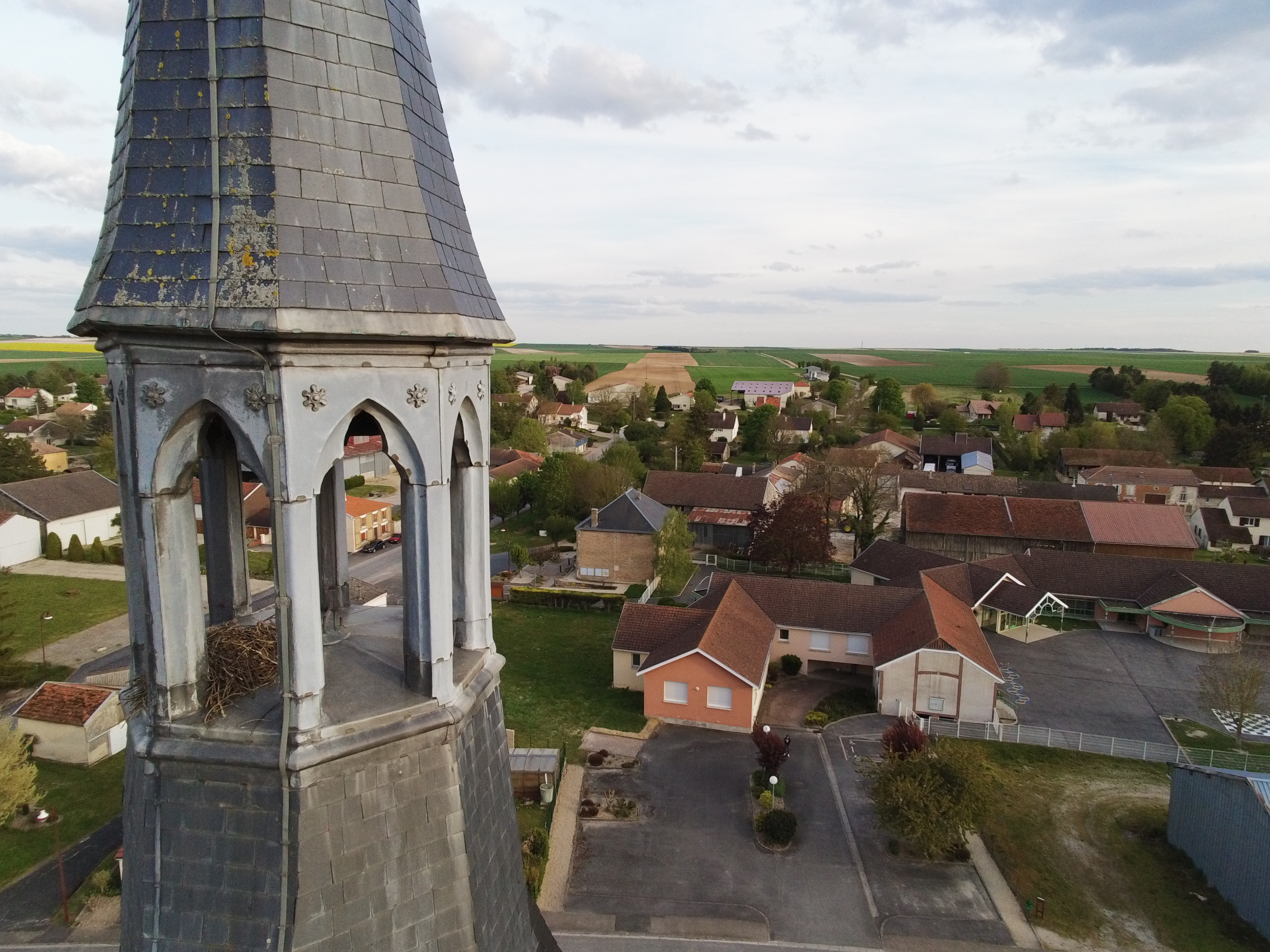
Gros plan sur le clocher de l'église.

Construite entre le XIIe et le XIIIe siècle, l'église de Saint-Rémy-sur-Bussy est dédiée à Saint Rémi, archevêque de Reims. À partir de 1835, elle subit de nombreux travaux de rénovation. En 1846, les bas-côtés sont élargis chacun de 1,2 m et élevés de deux mètres et sont construites deux tourelles, mesurant chacune 8,78 m de haut et étant chacune percée de trois petites fenêtres. Chaque tourelle abrite un escalier, qui permet pour l'un, d'accéder au clocher, et pour l'autre, d'accéder à la tribune. En 1857, une nouvelle sacristie est érigée sur les ruines de l’ancienne.
A l’intérieur de l'église, on peut toujours remarquer une poutre de gloire, datant de 1782 et laissée à son emplacement d'origine,.

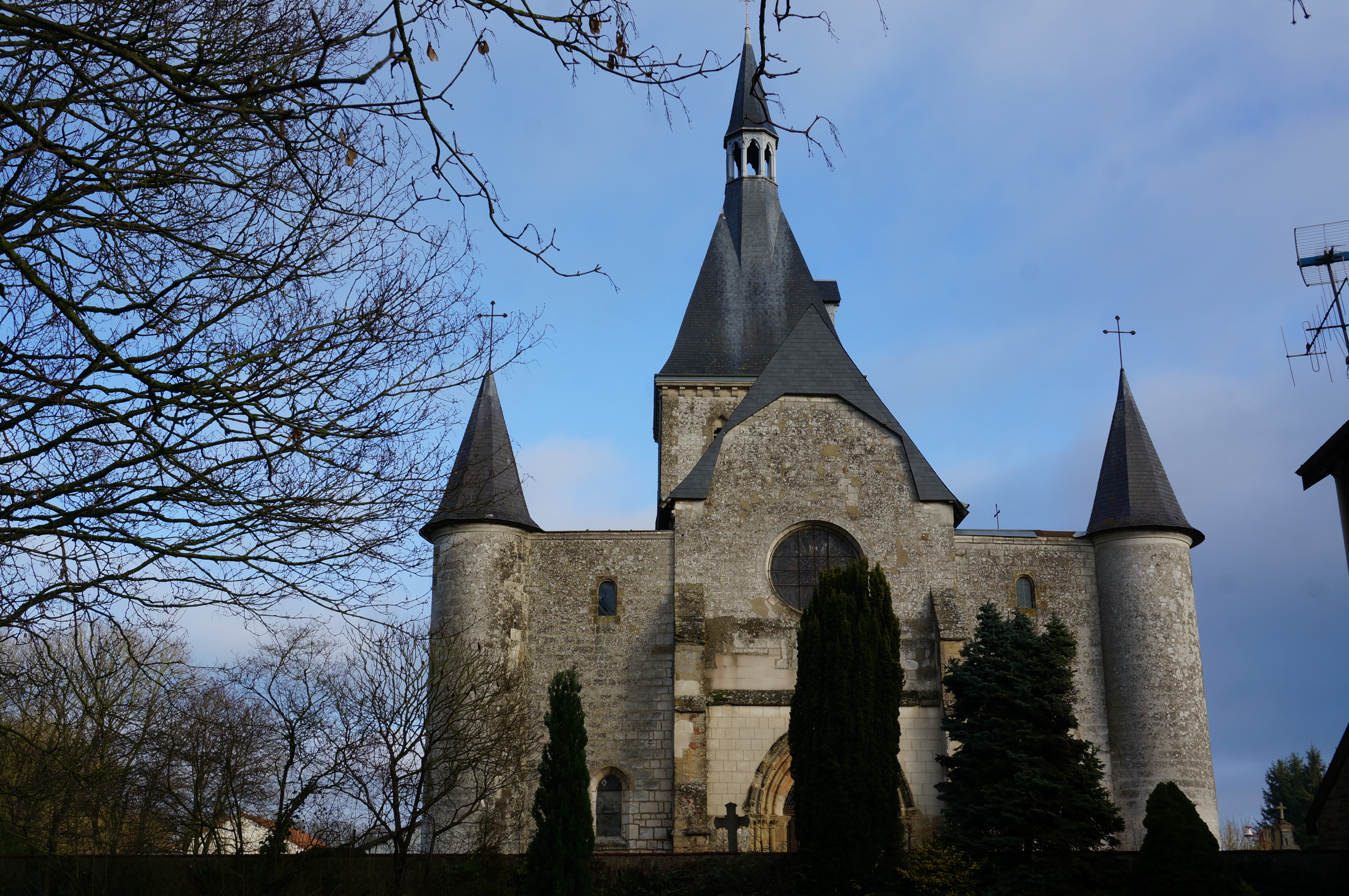
L'église.
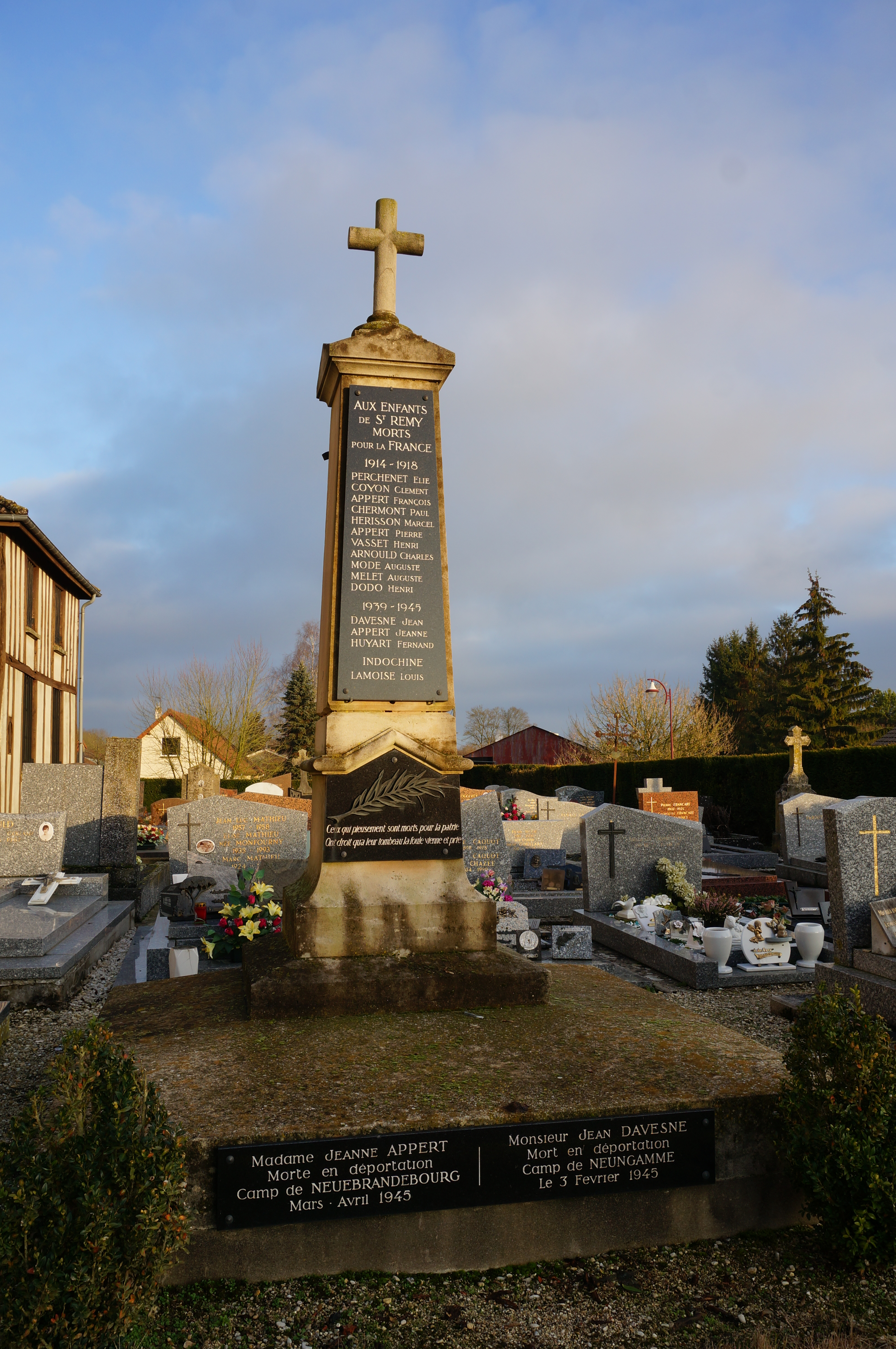
Le monument aux morts.
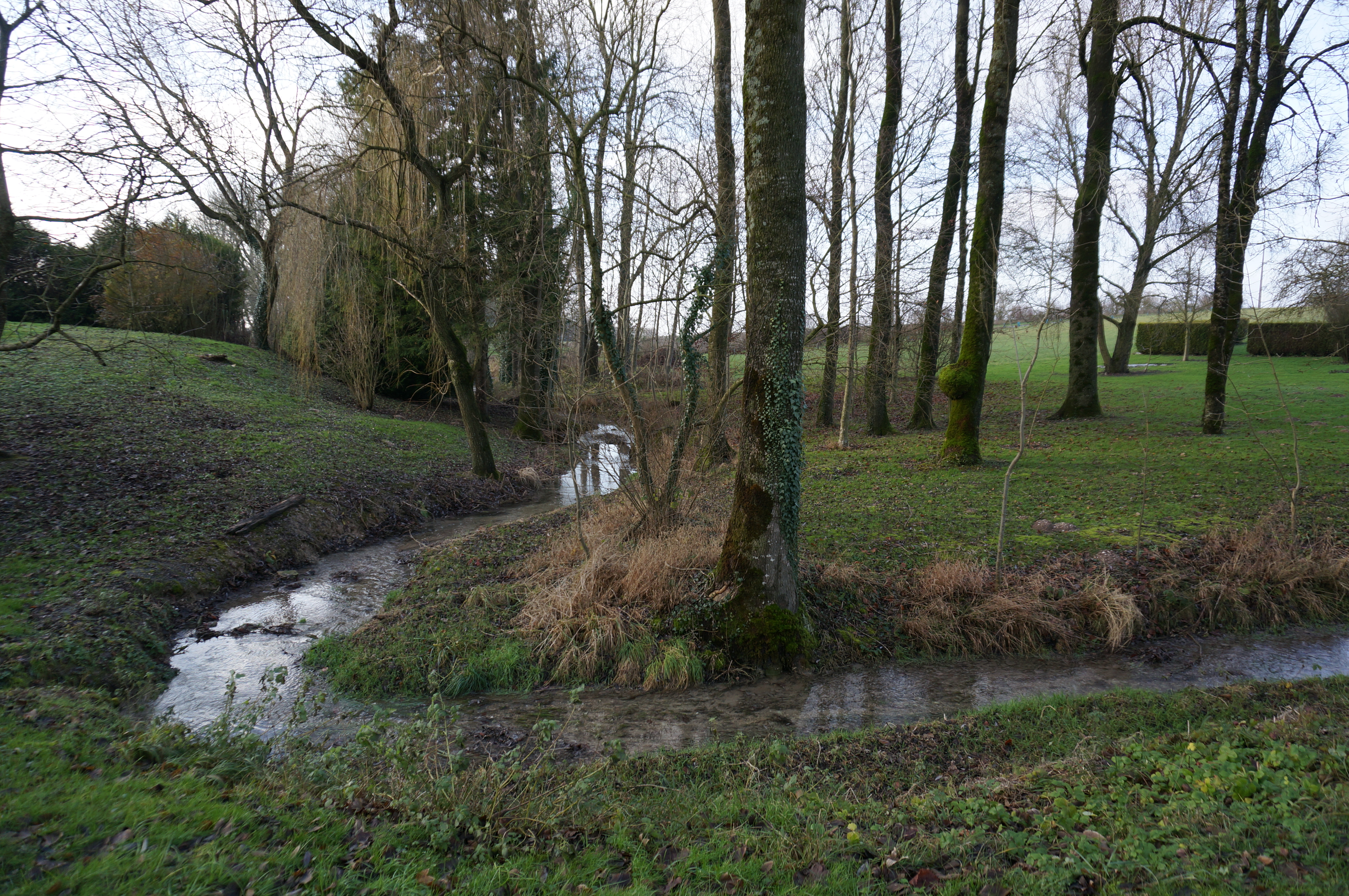
La Noblette.
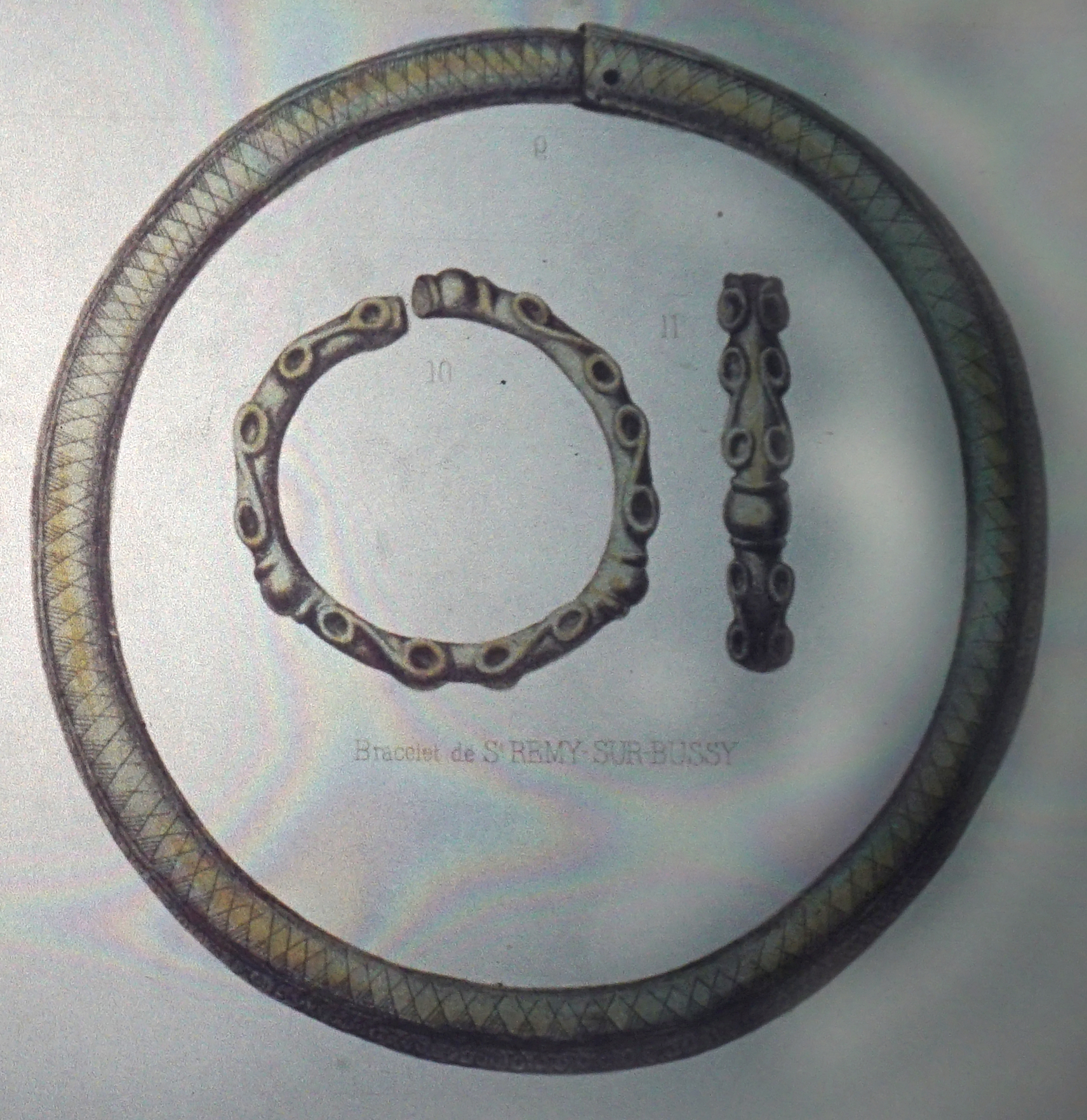
Bijoux gaulois découverts à Saint-Remy.

## Personnalités liées à la commune
- Félix Antoine Appert (1817-1891), militaire français du XIXe siècle, général de division
- Abbé Camille Appert, poète.
- Commune d'origine des ancêtres de Nicolas Appert, inventeur de la conserve appertisée.